# European Film Awards per la miglior rivelazione - Prix Fassbinder
L'European Film Awards per la miglior rivelazione - Prix Fassbinder viene assegnato alla miglior rivelazione dell'anno dalla European Film Academy. È intitolato a Rainer Werner Fassbinder.

## Vincitori e candidati
L'elenco mostra il vincitore di ogni anno, seguito da chi ha ricevuto una candidatura. Per ogni film viene indicato il titolo italiano e titolo originale tra parentesi.

### 1980
- 1988
  - Pelle Hvenegaard - Pelle alla conquista del mondo (Pelle erobreren)
  - Michaela Widhalm - Notturno (Mit meinen heißen Tränen)
  - Ondrej Vetchý - Dum pro dva
  - Enrico Boetcher, Arnold Frühwald, Rupert J. Seidel e Stefan Wood - Das Mädchen mit den Feuerzeugen

### 1990
- 1990
  - Ennio Fantastichini - Porte aperte
- 1997
  - Bruno Dumont, L'età inquieta (La vie de Jésus)
- 1998
  - Thomas Vinterberg  - Festen - Festa in famiglia (Festen)
  - Érick Zonca - La vita sognata degli angeli (La vie rêvée des anges)
- 1999
  - Tim Roth - Zona di guerra (The War Zone)

### 2000
- 2000
  - Laurent Cantet - Risorse umane (Ressources humaines)
  - Baltasar Kormákur - 101 Reykjavík
  - Paul McGuigan - Gangster nº 1 (Gangster No. 1)
  - Agnès Jaoui - Il gusto degli altri (Le goût des autres)
  - Sam Karmann - Kennedy et moi
  - Barbara Albert - Nordrand - Borgo nord (Nordrand)
  - Simon Cellan Jones - Some Voices
  - Lukas Moodysson - Together (Tillsammans)
  - Veit Helmer - Tuvalu
  - Vanessa Jopp - Vergiss Amerika
- 2001
  - Achero Mañas - El bola
  - Esther Gronenborn - alaska.de
  - Ulrich Seidl - Canicola (Hundstage)
  - Josef Fares - Jalla! Jalla!
  - Stavros Ioannou - Kleistoi dromoi
  - Paweł Pawlikowski - Last Resort
  - Jessica Hausner - Lovely Rita
  - Aktan Abdykalykov - Maimil
  - Małgorzata Szumowska - Szczesliwy czlowiek
  - Gert de Graaff - De zee die denkt
- 2002
  - György Pálfi - Hukkle
  - Spiro Scimone e Francesco Sframeli - Due amici
  - Benjamin Quabeck - Nichts bereuen
  - Emanuele Crialese - Respiro
  - Julio D. Wallovits e Roger Gual - Smoking Room
  - Annette K. Olesen - Minor Mishaps (Små ulykker)
  - Kornél Mundruczó - Szép napok
  - Maja Weiss - Varuh meje
  - Asif Kapadia - The Warrior
  - Rabah Ameur-Zaïmeche - Wesh wesh, qu'est-ce qui se passe?
  - Aleksei Muradov - Zmey
- 2003
  - Andrej Petrovič Zvjagincev - Il ritorno (Vozvrašcenje)
  - Pjer Žalica - Benvenuto Mr. President (Gori vatra)
  - Jaime Rosales - Las horas del día
  - Guillaume Canet - Mon idole
  - Christoffer Boe - Reconstruction
  - Michael Schorr - Schultze vuole suonare il blues (Schultze Gets the Blues)
  - David Mackenzie - Young Adam
- 2004
  - Andrea Frazzi e Antonio Frazzi - Certi bambini
  - Éléonore Faucher - Le ricamatrici (Brodeuses)
  - Sylke Enders - Kroko
  - Keren Yedaya - Or
  - Arsen A. Ostojic - Ta divna Splitska noc
  - Marina Razbezhkina - Vremya zhatvy
- 2005
  - Jacob Thuesen - Anklaget
  - Ilya Khrjanovsky - 4
  - Marco Martins - Alice
  - Małgorzata Szumowska - Ono
  - Yolande Moreau e Gilles Porte - Quand la mer monte...
  - Francesco Munzi - Saimir
  - Aksel Hennie - Uno
- 2006
  - Géla Babluani - 13 Tzameti
- 2007
  - Eran Kolirin - La banda (Bikur Ha-Tizmoret)
- 2008
  - Steve McQueen - Hunger
  - Aida Begić - Snow (Snieg)
  - Seyfi Teoman  - Tatil kitabi
  - Sergej Dvorcevoj - Tulpan - La ragazza che non c'era (Tjulʹpán)
- 2009
  - Katalin Varga, regia di Peter Strickland (Regno Unito/Romania/Ungheria)
  - Gagma napiri, regia di George Ovashvili (Georgia/Kazakistan)
  - Ajami, regia di Iskandar Qubti e Yaron Shani (Germania/Israele)
  - Sois sage, regia di Juliette Garcias (Francia/Danimarca)
  - Sonbahar, regia di Özcan Alper (Turchia/Germania)

### 2010
- 2010
  - Lebanon, regia di Samuel Maoz (Israele/Germania/Francia)
  - La doppia ora, regia di Giuseppe Capotondi (Italia)
  - Se voglio fischiare, fischio (Eu cand vreau sa fluier, fluier), regia di Florin Şerban (Romania)
  - Die Fremde, regia di Feo Aladag (Germania)
  - Nothing Personal, regia di Urszula Antoniak (Paesi Bassi/Irlanda)
- 2011
  - Adem, regia di Hans Van Nuffel (Belgio/Paesi Bassi)
  - Breathing (Atmen), regia di Karl Markovics (Austria)
  - Michael, regia di Markus Schleinzer (Austria)
  - Nothing's all Bad (Smukke Menesker), regia di Mikkel Munch-Fals (Danimarca)
  - Tilva Roš, regia di Nikola Ležaić (Serbia)
- 2012
  - Kauwboy, regia di Boudewijn Koole (Paesi Bassi)
  - 10 Timer til Paradis, regia di Mads Matthiesen (Danimarca)
  - Broken, regia di Rufus Norris (Regno Unito)
  - Twilight Portrait (Portret v sumerkach), regia di Angelina Nikonova (Russia)
  - Reported Missing (Die Vermissten), regia di Jan Speckenbach (Germania)
- 2013
  - Oh Boy - Un caffè a Berlino (Oh Boy), regia di Jan Ole Gerster (Germania)
  - Call Girl, regia di Mikael Marcimain (Svezia/Norvegia/Irlanda/Finlandia)
  - Äta sova dö, regia di Gabriela Pichler (Svezia)
  - Miele, regia di Valeria Golino (Italia/Francia)
  - La plaga, regia di Neus Ballús (Spagna)
- 2014
  - The Tribe (Plemya), regia di Myroslav Slaboshpytskiy (Ucraina)
  - 10.000 Km, regia di Carlos Marqués-Marcet (Spagna)
  - '71, regia di Yann Demange (Regno Unito)
  - Party Girl, regia di Marie Amachoukeli, Claire Burger e Samuel Theis (Francia)
  - La herida, regia di Fernando Franco (Spagna)
- 2015
  - Mustang, regia di Deniz Gamze Ergüven (Germania/Francia/Turchia)
  - Goodnight Mommy (Ich seh, Ich seh), regia di Veronika Franz e Severin Fiala (Austria)
  - Limbo, regia di Anna Sofie Hartmann (Germania/Danimarca)
  - Slow West, regia di John Maclean (Regno Unito/Australia)
  - Im Sommer wohnt er unten, regia di Tom Sommerlatte (Germania/Francia)
- 2016
  - La vera storia di Olli Mäki (Hymyilevä mies), regia di Juho Kuosmanen  (Finlandia/Germania/Svezia)
  - Câini, regia di Bogdan Mirica  (Romania/Francia/Bulgaria/Qatar)
  - Liebmann, regia di Jules Herrmann  (Germania)
  - Sufat chol, regia di Elite Zexer  (Israele/Francia)
  - Žažda, regia di Svetla Cocorkova  (Bulgaria)
- 2017
  - Lady Macbeth, regia di William Oldroyd (Regno Unito)
  - Bezbog, regia di Ralitza Petrova (Bulgaria/Danimarca/Francia)
  - Gli eremiti (Die Einsiedler), regia di Ronny Trocker (Germania)
  - Estate 1993 (Estiu 1993), regia di Carla Simón (Spagna)
  - Petit paysan - Un eroe singolare (Petit paysan), regia di Hubert Charuel (Francia)
- 2018
  - Girl, regia di Lukas Dhont (Belgio/Paesi Bassi)
  - Egy nap, regia di Zsófia Szilágyi (Ungheria)
  - Sashishi deda, regia di Ana Urushadze (Georgia/Estonia)
  - Il colpevole - The Guilty (Den skyldige), regia di Gustav Möller (Danimarca)
  - Dene wos guet geit, regia di Cyril Schäublin (Svizzera)
  - Ognuno ha diritto ad amare - Touch Me Not (Touch Me Not), regia di Adina Pintilie (Romania/Germania/Repubblica Ceca/Bulgaria/Francia)
- 2019
  - I miserabili (Les Misérables), regia di Ladj Ly ( Francia)
  - Aniara, regia di Pella Kågerman e Hugo Lilja ( Svezia/ Danimarca)
  - Atlantique, regia di Mati Diop ( Francia/ Senegal/ Belgio)
  - Blindsone, regia di Tuva Novotny ( Norvegia/ Danimarca)
  - Irina, regia di Nadejda Koseva ( Bulgaria)
  - Ray & Liz, regia di Richard Billingham ( Regno Unito)

### 2020
- 2020
  - Sole, regia di Carlo Sironi (Italia/Polonia)
  - Pun mjesec, regia di Nermin Hamzagic (Bosnia ed Erzegovina)
  - Gagarine - Proteggi ciò che ami, regia di Fanny Liatard e Jérémy Trouilh (Francia)
  - Instinct, regia di Halina Reijn (Paesi Bassi)
  - Izaokas, regia di Jurgis Matulevicius (Lituania)
  - Jumbo, regia di Zoé Wittock (Francia/Belgio/Lussemburgo)
- 2021
  - Una donna promettente (Promising Young Woman), regia di Emerald Fennell (Regno Unito/USA)
  - Beginning (Dasats'q'isi), regia di Dea K'ulumbegashvili (Georgia, Francia)
  - Dýrið, regia di Valdimar Jóhannsson (Islanda/Polonia/Svezia)
  - Il patto del silenzio - Playground (Un monde), regia di Laura Wandel (Belgio)
  - Pleasure, regia di Ninja Thyberg (Svezia/Paesi Bassi/Francia)
  - Kitoboy, regia di Philipp Yuryev (Russia/Polonia/Belgio)
- 2022
  - Piccolo corpo, regia di Laura Samani (Italia)
  - L'amore secondo Dalva (Dalva), regia di Emmanuelle Nicot (Francia)
  - 107 Mothers (Cenzorka), regia di Peter Kerekes (Slovacchia)
  - Other People (Inni ludzie), regia di Aleksandra Terpińska (Polonia)
  - Pamfir, regia di Dmytro Sukholytkyy-Sobchuk (Ucraina)
  - Sonne, regia di Kurdwin Ayub (Austria)
- 2023 [1]
  - How to Have Sex, regia di Molly Manning Walker (Regno Unito/Grecia)
  - La Palisiada, regia di Philip Sotnychenko (Ucraina)
  - Sigurno mjesto, regia di Juraj Lerotic (Croazia/Slovenia)
  - Stille liv, regia di Malene Choi (Danimarca)
  - Vincent deve morire (Vincent doit mourir), regia di Stéphan Castang (Francia/Belgio)
- 2024
  - Armand, regia di Halfdan Ullmann Tøndel ·  Norvegia ·  Paesi Bassi ·  Germania ·  Svezia
  - Akiplėša, regia di Saulė Bliuvaitė ·  Lituania
  - Anul Nou care n-a fost, regia di Bogdan Mureșanu ·  Romania ·  Serbia
  - Hoard, regia di Luna Carmoon ·  Regno Unito
  - Kneecap, regia di Rich Peppiatt ·  Irlanda
  - Santoṣ, regia di Sandhya Suri ·  Regno Unito ·  Francia ·  Germania